# Leon Purman

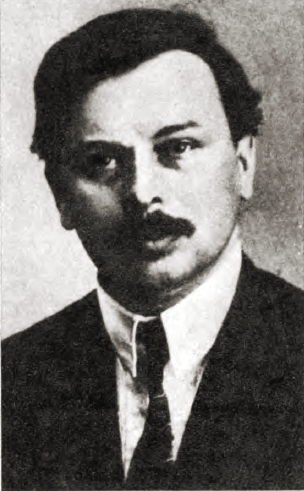
Leon Purman

Leon Purman (ur. 3 listopada 1895 we Włocławku, zm. 5 grudnia 1933 w Moskwie) – polski socjaldemokrata i komunista, przedstawiciel Komunistycznej Partii Polski w Międzynarodówce Komunistycznej (Kominternie).

## Życiorys
Syn kupca Samuela i Zysli z d. Nirstein. Studiował w Wyższej Szkole Handlowej w Lipsku, był członkiem PPS-Lewicy i Socjaldemokratycznej Partii Niemiec. W 1916 był sekretarzem Rady Związków Zawodowych w Łodzi, a w 1917 sekretarzem Łódzkiego Okręgowego Komitetu Robotniczego (OKR) PPS-Lewicy, a następnie członkiem Egzekutywy Warszawskiego Komitetu Robotniczego PPS-Lewicy. Uczestnik I Zjazdu KPRP (późniejszej KPP) 16 grudnia 1918 jako reprezentant Zagłębia Dąbrowskiego. Członek Egzekutywy Komitetu Warszawskiego KPRP, a od 3 maja 1920 członek Komitetu Centralnego (KC) KPRP. Za działalność polityczną wielokrotnie aresztowany i więziony, w tym w 1920-21 w X Pawilonie Cytadeli Warszawskiej. W 1922 był starostą komuny więziennej na Pawiaku.  6 maja 1925 aresztowany na posiedzeniu Sekretariatu KC KPP w Warszawie, 31 października 1926 skazany na 6 lat ciężkiego więzienia. 15 grudnia 1926 wraz z Mirosławem Zdziarskim uciekł z Pawiaka, przez kilka miesięcy ukrywał się w Warszawie, następnie opuścił Polskę. Na IV Zjeździe KPP (od maja do sierpnia 1927) wybrany na zastępcę członka KC; był nim do sierpnia 1930. Po zjeździe został przedstawicielem KPP przy Komitecie Wykonawczym Kominternu (IKKI).
W latach 1930–1931 działał w Zachodnioeuropejskim Biurze Kominternu w Berlinie, wielokrotnie wyjeżdżając do Francji dla kontaktów z kierownictwem Francuskiej Partii Komunistycznej. W marcu 1931 wziął udział w Moskwie w XI Plenum Komitetu Wykonawczego Kominternu, następnie wyjechał do Hiszpanii, gdzie uczestniczył w przygotowaniach do IV Zjazdu Komunistycznej Partii Hiszpanii (marzec 1932) i w odsunięciu grupy dotychczasowych przywódców KPH. W początkach 1933 powrócił do Moskwy.
Zmarł śmiercią samobójczą po aresztowaniu przez OGPU Jerzego Czeszejki-Sochackiego i Wacława Wróblewskiego.
Jego dwaj bracia, Henryk i Stefan, również byli działaczami komunistycznymi. Był żonaty z Bronisławą Hibner, siostrą Władysława Hibnera.
Po II wojnie światowej jego imieniem nazwano jedną z ulic we Włocławku.

## Literatura
- Jacek Czajowski, Jacek M. Majchrowski: Sylwetki polityków Drugiej Rzeczypospolitej. Kraków: Wydawnictwo ZNAK, 1987. ISBN 83-7006-170-2.
- Aleksander Kochański, Purman Leon (1892-1933) w: Polski Słownik Biograficzny,  t. XXIX, Wrocław-Warszawa-Kraków-Gdańsk-Łódź 1986, s. 408-410,  wersja elektroniczna IPSB